# Stepping on Angels... Before Dawn
Stepping on Angels... Before Dawn – pierwsza kompilacja amerykańskiej deathmetalowej grupy Immolation, która ukazała się w styczniu 1995 roku nakładem hiszpańskiej wytwórni Repulse. Na albumie tym znalazły się nagrania z początkowego okresu działalności zespołu, który do 1988 roku funkcjonował pod nazwą Rigor Mortis. 

## Lista utworów
1. "Relentless Torment" – 2:09
2. "Holocaust" – 4:58
3. "Rigor Mortis" – 2:26
  - Utwory 1–3 pochodzą z dema Rigor Mortis Decomposed (1987)[2].
4. "Warriors of Doom" – 5:18
  - Utwór 4 pochodzi z dema Rigor Mortis Warriors of Doom (1988)[3].
5. "Immolation" – 4:30
6. "Dawn of Possession" – 3:45
  - Utwory 5–6 pochodzą z dema Immolation Demo I (1988)[4].
7. "Internal Decadence" – 3:02
8. "Burial Ground" – 3:39
9. "Despondent Souls" – 4:32
  - Utwory 7–9 pochodzą z dema Immolation Demo II (1989)[5].
10. "Infectious Blood" – 4:08
  - Utwór 10 – znany później jako "Fall in Disease" – pochodzi z sesji nagraniowej z 1989 roku, nie został jednak zamieszczony na Demo II[1].
11. "Despondent Souls" – 4:28
  - Utwór nagrany w styczniu 1990 roku na potrzeby kompilacji At Death's Door vol. 1 (Roadrunner, 1990), nie został na niej jednak zamieszczony[1].
12. "Burial Ground (live)" – 3:40
13. "Infectious Blood (live)" – 4:34
14. "Immolation (live)" – 4:29
  - Utwory 12–14 nagrane podczas koncertu w klubie Streets w New Rochelle 3 grudnia 1988 roku[1].
15. "Despondent Souls (live)" – 4:36
16. "Dawn of Possession (live)" – 11:30
  - Utwory 15–16 nagrane podczas koncertu w Belle Vernon 17 czerwca 1989 roku[1].
  - Utwór 16 trwa ponad 11 minut, bowiem zawiera dwa ukryte utwory: cover Autopsy "Charred Remains" oraz cover Sepultury "Morbid Visions"[1].

## Twórcy
- Andrew Sakowicz – śpiew, gitara basowa (utwory 1–4)
- Ross Dolan – śpiew, gitara basowa (utwory 5–16)
- Robert Vigna – gitara (utwory 1–16)
- Thomas Wilkinson – gitara (utwory 1–16)
- Dave Wilkinson – perkusja (utwory 1–4)
- Neal Boback – perkusja (utwory 5–16)

## Wydania
Opracowano na podstawie materiału źródłowego.
| Rok wydania | Format | Numer katalogowy | Wytwórnia       |
| ----------- | ------ | ---------------- | --------------- |
| 1995        | CD     | RPS 004          | Repulse Records |